# Foreste miste ircane del Caspio
Le foreste miste ircane del Caspio sono un'ecoregione dell'ecozona paleartica, definita dal WWF (codice ecoregione: PA0407), che si estende lungo la costa meridionale del mar Caspio. Deve il nome all'antica regione dell'Ircania («terra dei lupi»).
L'ecoregione fa parte dell'ecoregione globale denominata Foreste temperate del Caucaso, dell'Anatolia, dell'Hyrcanian, inclusa nella lista Global 200.

## Territorio
Questa ecoregione ricopre la pianura di Lenkoran e i monti Talysh del sud-est dell'Azerbaigian e i territori confinanti del nord-ovest dell'Iran lungo la costa del Caspio. Parte della subregione irano-turanica, quest'area rappresenta un rifugio per alcune forme relitte di flora cenozoica.
La regione di Lenkoran occupa un'area pianeggiante lungo la costa sud-occidentale del mar Caspio. Tipico di questa regione è un peculiare clima semi-subtropicale caratterizzato da prolungate siccità estive e forti precipitazioni in altre stagioni dell'anno. La temperatura media annua è di 14 °C, mentre le precipitazioni variano tra i 900 e i 1600 mm, e aumentano procedendo da sud a nord.
Il territorio della regione dei Talysh è formata da depositi vulcanici e vulcanogenici-sedimentari risalenti al Paleogene. Sorgenti termali di carbonato di calcio e di idrocarburi sono comuni nell'area. Le foreste ircane stesse risalgono al Cenozoico, e pertanto sono ricche di specie relitte ed endemiche.

## Flora
La principale forma di vegetazione di questa ecoregione è la foresta di latifoglie decidua temperata. Il 32,7% della foresta ircana è costituito dal faggio orientale (Fagus orientalis). Un aspetto caratteristico della regione è la mancanza di conifere: sono presenti solamente poche forme relitte, come il tasso (Taxus baccata), alcune specie di ginepro (Juniperus spp.), il cipresso mediterraneo (Cupressus sempervirens) e la tuia orientale (Platycladus orientalis).
In passato le pianure costiere lungo il mar Caspio erano ricoperte da foreste di Quercus castaneifolia, bosso comune (Buxus sempervirens), ontano nero (Alnus glutinosa), ontano del Caucaso (Alnus subcordata), pioppo del Caspio (Populus caspica) e noce del Caucaso (Pterocarya fraxinifolia), ma esse sono state quasi completamente convertite in aree urbane e terreni agricoli.
Le pendici inferiori dei monti Talysh e dell'Elburz, al di sotto dei 700 m, ospitano varie foreste umide costituite da Quercus castaneifolia, carpino bianco (Carpinus betulus), Parrotia persica, zelkova del Caucaso (Zelkova carpinifolia), albero della seta persiano (Albizia julibrissin) e loto (Diospyros lotus), assieme ad arbusti di agrifoglio (Ilex hyrcana), Ruscus hyrcanus, Danae racemosa e Atropa pallidiflora, liane (Smilax excelsa) e rampicanti (Hedera pastuchovii). Parrotia persica è endemica dei monti Talysh e dell'Iran settentrionale e la vista di boschetti costituiti quasi interamente da questa specie può essere impressionante, con i rami ricoperti di licheni intrecciati tra loro e lo scuro suolo della foresta ricoperto solamente dalle sue foglie cadute. Inoltre, in autunno, le foglie gialle della Parrotia assumono una debole tinta color lilla.
A medie altitudini, tra i 700 e i 1500 m, la specie prevalente è il faggio orientale, che si può trovare in boschetti puri o misto ad altre latifoglie come la Quercus castaneifolia, la quercia del Caucaso (Quercus macranthera), il carpino bianco (Carpinus betulus), il carpino orientale (C. orientalis) e il castagno europeo (Castanea sativa). Per la loro composizione floristica, queste foreste di faggi ricordano molto le faggete europee, in particolare quelle dei Balcani. Tuttavia, le locali condizioni di fattori geografici ed edafici, come l'umidità e la profondità del suolo, giocano un ruolo di primaria importanza nel determinare la composizione della vegetazione, che porta alla formazione di differenti sottocomunità di faggi.
Le zone di alta montagna e quelle subalpine sono caratterizzate da querce del Caucaso, carpini orientali, boscaglie e steppe. A maggiori altitudini si incontrano tundra alpina e prati.
Altre specie di alberi originarie della regione sono l'albero delle locuste del Caspio (Gleditsia caspica), l'acero vellutato (Acer velutinum), l'acero della Cappadocia (Acer cappadocicum), il frassino maggiore (Fraxinus excelsior), l'olmo montano (Ulmus glabra), il ciliegio (Prunus avium), il ciavardello (Sorbus torminalis) e il tiglio nostrano (Tilia platyphyllos).

## Fauna
La tigre del Caspio (Panthera tigris virgata) un tempo si aggirava su queste montagne, ma è ormai estinta. Altri grandi mammiferi ancora presenti sono il leopardo persiano (Panthera pardus saxicolor), la lince euroasiatica (Lynx lynx), l'orso bruno (Ursus arctos), il cinghiale (Sus scrofa), il lupo (Canis lupus), lo sciacallo dorato (Canis aureus), il gatto della giungla (Felis chaus), il tasso (Meles meles) e la lontra (Lutra lutra).
Questa ecoregione costituisce un'importante area di sosta per gli uccelli che migrano tra la Russia e l'Africa ed è quindi di fondamentale importanza per molte specie. Tra le specie qui presenti ricordiamo l'oca selvatica (Anser anser), l'oca lombardella (Anser albifrons), la gallina prataiola (Tetrax tetrax), il mignattaio (Plegadis falcinellus), la spatola (Platalea leucorodia), la nitticora (Nycticorax nycticorax), l'oca collorosso (Branta ruficollis), il pellegrino (Falco peregrinus), il pellicano riccio (Pelecanus crispus), l'airone guardabuoi (Bubulcus ibis), la sgarza ciuffetto (Ardeola ralloides), il fenicottero (Phoenicopterus roseus), il gobbo rugginoso (Oxyura leucocephala) e il tetraogallo del Caspio (Tetraogallus caspius).

## Conservazione

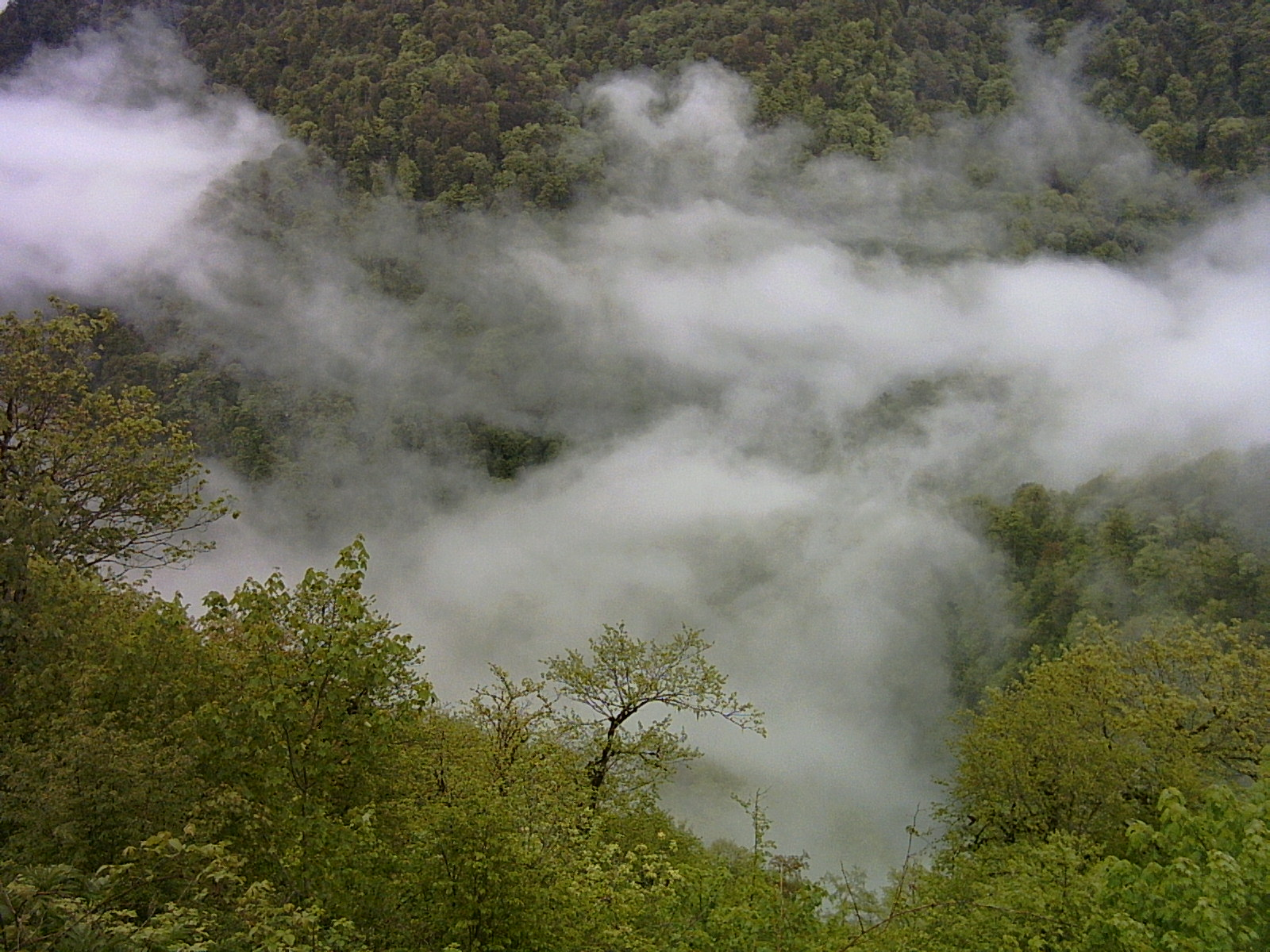
La riserva nazionale di Sisangan si estende nella sezione occidentale delle foreste miste in Iran

Il paesaggio naturale è stato considerevolmente alterato dall'intensivo sviluppo umano. La produzione di tè, ortaggi, frutti subtropicali e vino sono le attività agricole principali. Le più importanti aree protette nel settore dell'ecoregione appartenente all'Azerbaigian sono la riserva statale Ghizil-Agaj (88,4 km² di zone umide e marine, istituita con lo scopo di proteggere gli uccelli acquatici), il parco nazionale di Zuvand (15 km² di prati montani e foreste, istituito per proteggere galliformi, orsi, leopardi e rettili rari) e il parco nazionale Hirkan (427,97 km² di foreste ircane termofile umide, istituito per proteggere una comunità di piante unica, ricca di specie relitte ed endemiche).